# Mielenko Drawskie
Mielenko Drawskie (deutsch Klein Mellen) ist ein Dorf in der polnischen Woiwodschaft Westpommern. Es gehört zur Gmina Drawsko Pomorskie (Gemeinde Dramburg) im Powiat Drawski (Dramburger Kreis).

## Geographie
Das Kirchdorf liegt in Hinterpommern,  nicht weit vom westlichen Ufer der Drage entfernt, etwa zwanzig Kilometer südsüdöstlich der Stadt Łobez (Labes) und fünf Kilometer südlich der Stadt Dramburg (Drawsko Pomorskie).

## Geschichte
Im Landbuch von 1337 ist das Dorf, das zur Vogtei Falkenburg gehörte, unter dem Namen parva Mellen aufgeführt, in der Urkunde vom Februar 1320 für das Kloster Pyritz als Parua Mellen. Der Gutsbezirk kam 1810 in den Besitz der Familie Brockhausen und war alter Familienbesitz der Vorfahren mütterlicherseits, eines Zweigs der Familie von der Goltz. Im 17. Jahrhundert saßen die Güntersberg auf Klein Mellen.
Im Jahr 1865 war in der Landgemeinde Klein Mellen eine Grundsteuer in Höhe von 31 Reichstalern,
16 Silbergroschen und sieben Pfennigen erhoben worden, im Gutsbezirk  von 123 Reichstalern, 13 Silbergroschen und vier Pfennigen.  1884 war der Gutsbezirk Klein Mellen 706 Hektar groß und befand sich im Besitz des Hauptmanns a. D. von Brockhausen. Die Familie Brockhausen besaß das Gut auch noch 1896.

Ehemaliges Gutshaus Klein Mellen mit Park
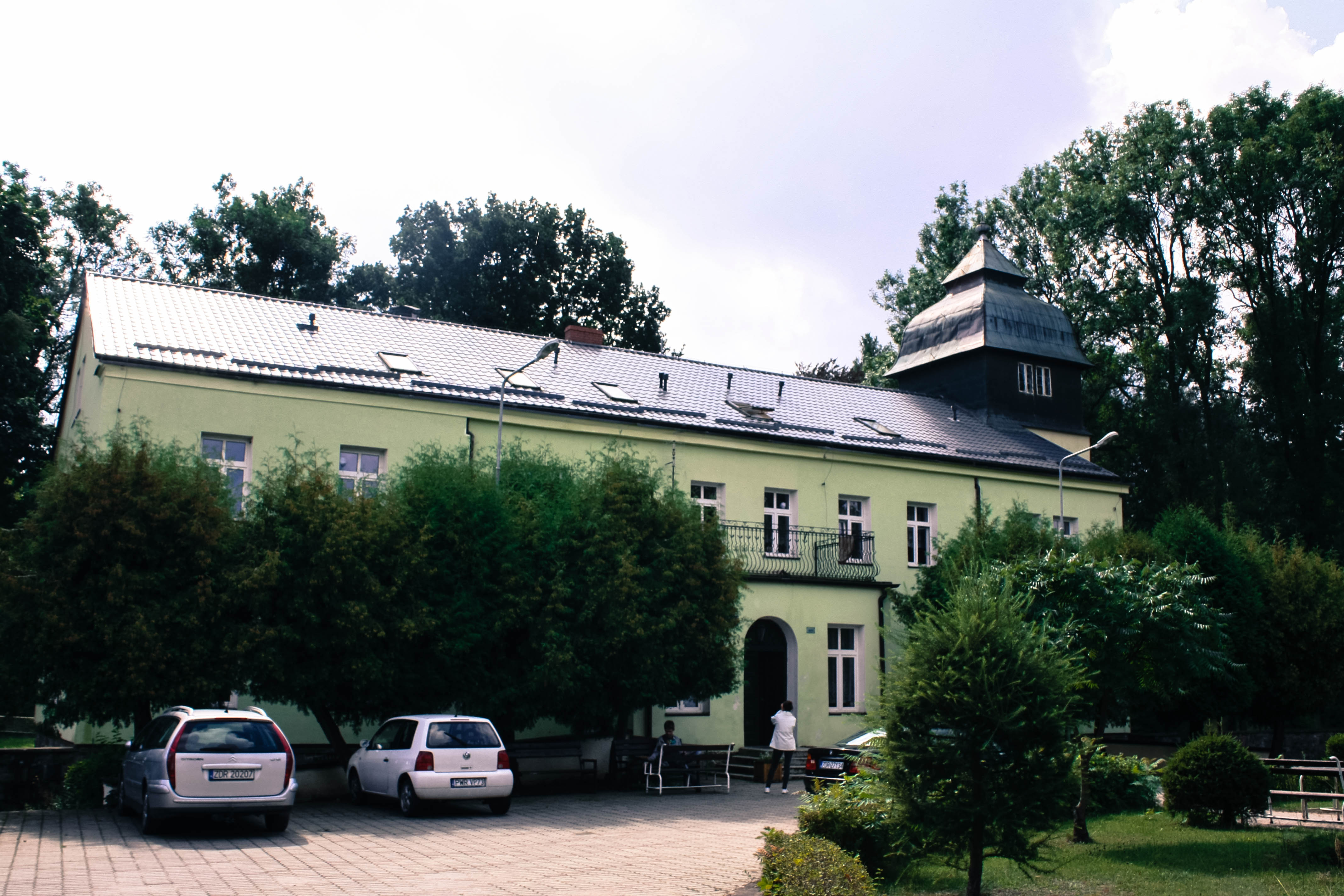
Eingangsseite (2014)
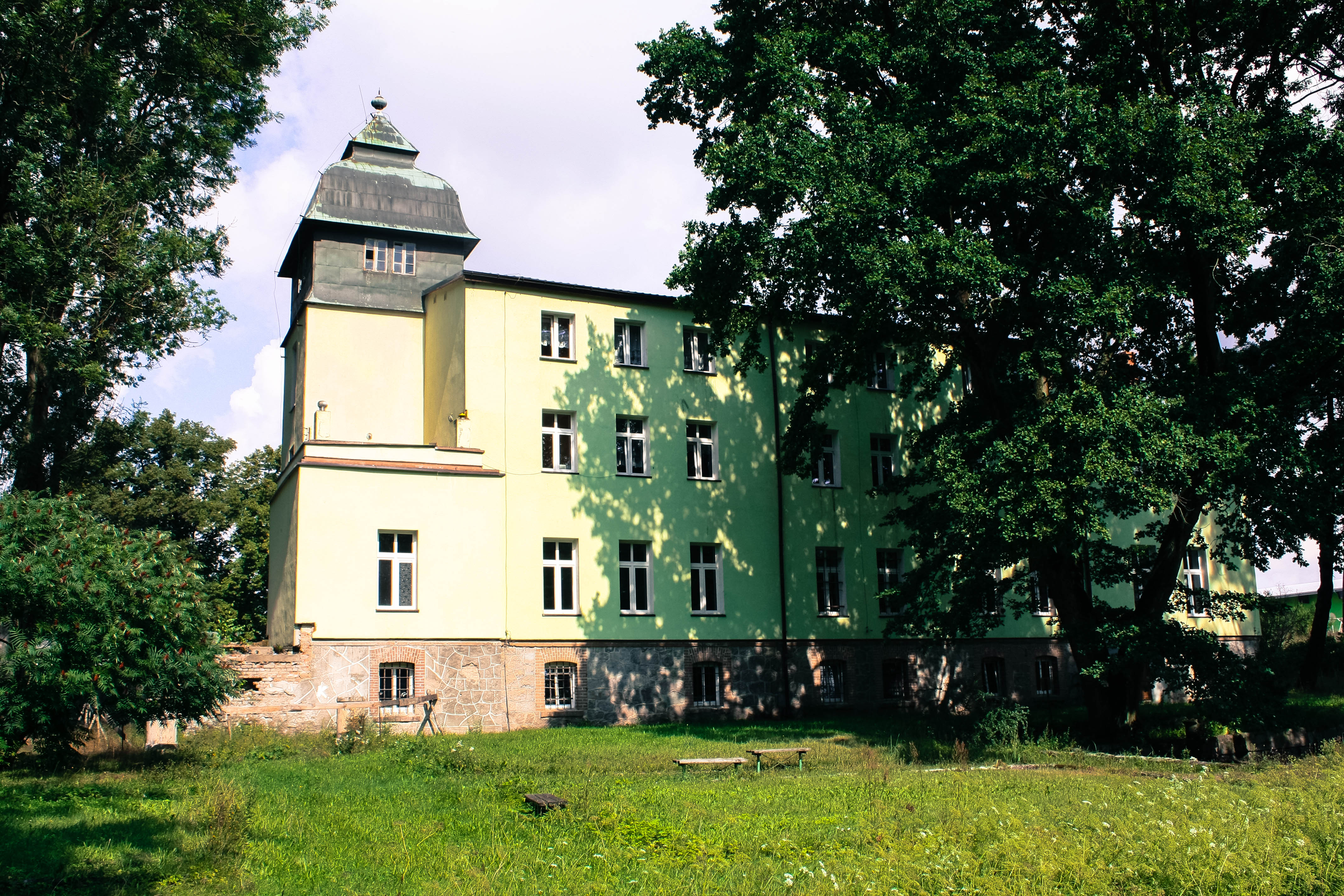
Parkseite (2014)
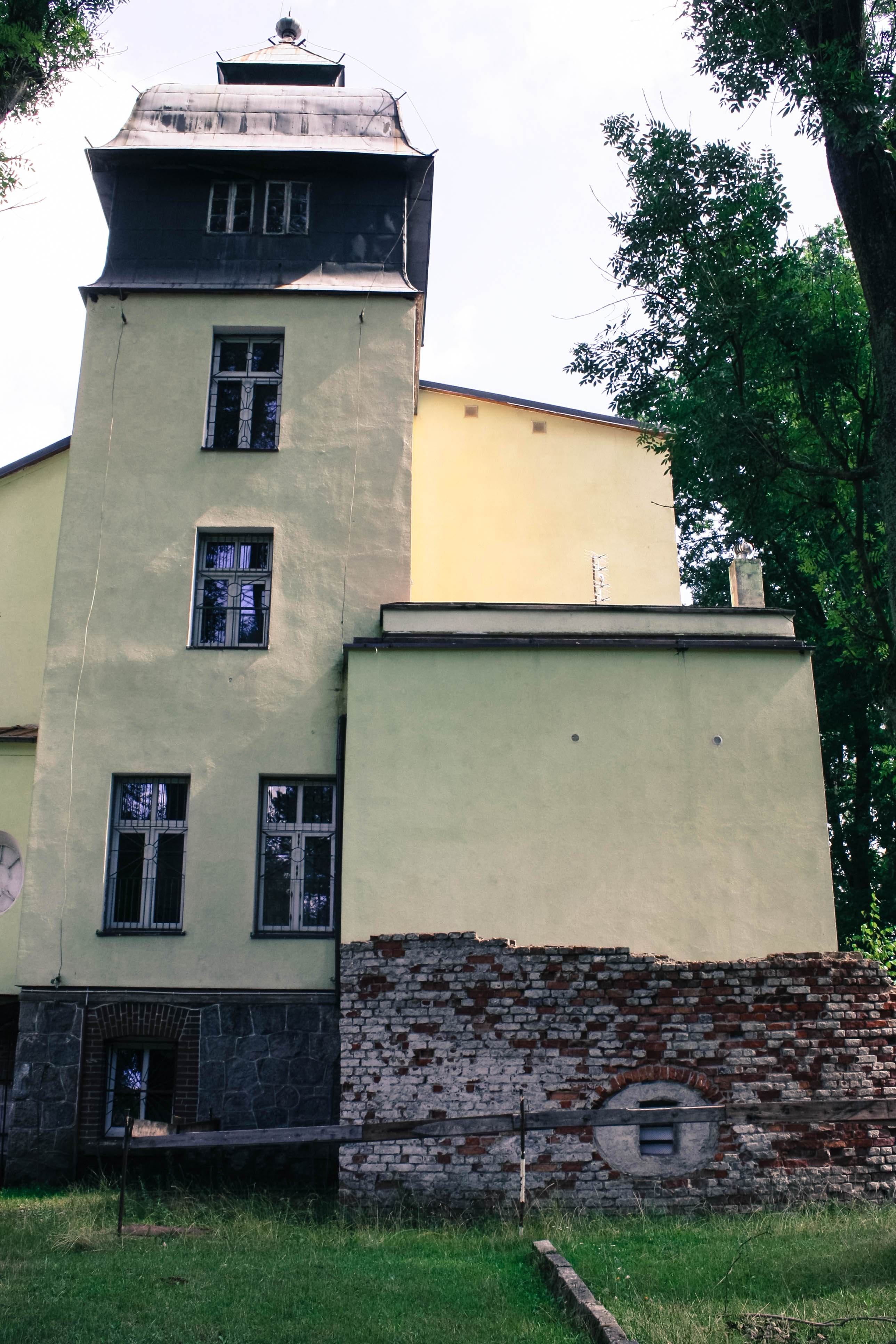
Turmseite (2014)
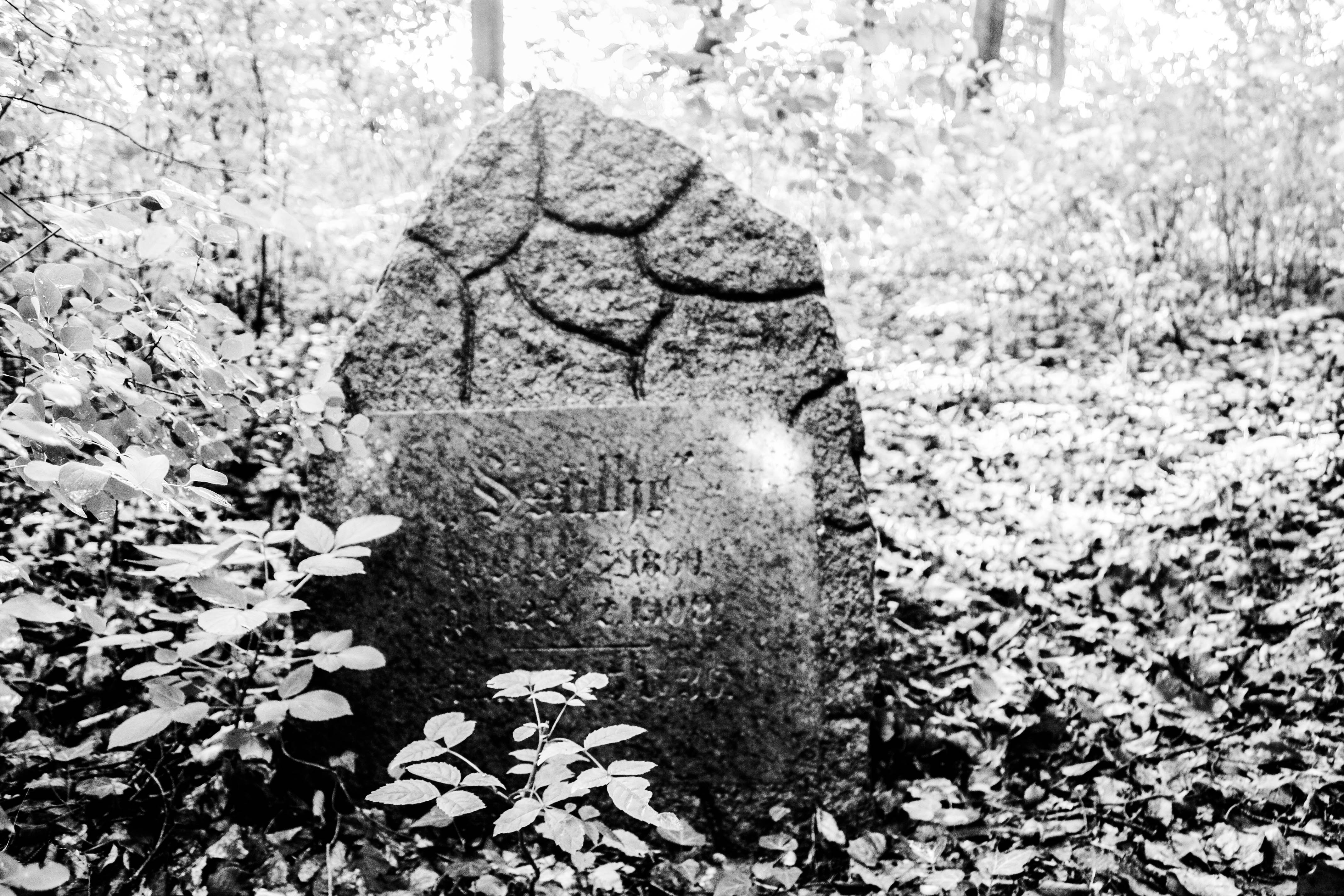
Gedenkstein im Park (2014)

Die Chaussee nach Kallies, an der Klein Mellen liegt, wurde 1882 gebaut.
Am 1. April 1927 hatte das Gut Klein Mellen eine Fläche von 718 Hektar, und am 16. Juni 1925 hatte der Gutsbezirk 137 Einwohner. Der Gutsbezirk Klein Mellen wurde am 30. September 1928 in die Landgemeinde Klein Mellen eingegliedert.
Die Gemarkung der Landgemeinde Klein Mellen hatte um 1930 eine Fläche von 17,2 km². Im Gemeindegebiet standen insgesamt 30 bewohnte Wohnhäuser an vier verschiedenen Wohnstätten:
1. Forsthaus Schweinhausen
2. Klein Mellen
3. Kreiskinderheim Schweinhausen
4. Schweinhausener Mühle

Klein Mellen hatte 1935 zwei Gasthöfe und verschiedene Handwerksbetriebe.
Im Jahr 1945 gehörte das Dorf Klein Mellen zum Kreis Dramburg im Regierungsbezirk Köslin der preußischen Provinz Pommern des Deutschen Reichs. Klein Mellen  war dem Amtsbezirk Mellen zugeordnet.
Gegen Ende des Zweiten Weltkriegs wurde die Region Anfang März 1945 von der Roten Armee besetzt. Nach Beendigung der Kampfhandlungen wurde Klein Mellen zusammen mit ganz Hinterpommern seitens der sowjetischen Besatzungsmacht der Volksrepublik Polen zur Verwaltung überlassen. Danach begann die Zuwanderung polnischer Zivilisten. Das Dorf Klein Mellen wurde unter der polonisierten Ortsbezeichnung ‚Mielenko Drawskie‘ verwaltet. In der Folgezeit wurde die einheimische Bevölkerung von der polnischen Administration aus Klein Mellen und dem Kreisgebiet vertrieben.

### Demographie
| Jahr | Einwohner | Anmerkungen |
| ---- | --------- | --- |
| 1801 | 168       | Dorf und Gut, mit acht Bauernstellen, drei Kossäten, elf Einliegern, einem Kolonisten, einer Schmiede, einer Wassermühle, einem Förster, einer Mutterkirche und 23 Feuerstellen (Haushaltungen), im Besitz des Freiherrn von der Goltz |
| 1818 | 113       | Kirchdorf, adlige Besitzung |
| 1825 | 144       | Ortschaft mit dem Vorwerk Schweinhausen, der Försterei Falkenkaten, einer Wassermühle und einer Mutterkirche |
| 1852 | 262       | Dorf |
| 1864 | 295       | am 3. Dezember, davon 159 im Gemeindebezirk und 136 im Gutsbezirk |
| 1867 | 305       | am 3. Dezember, davon 176 im Dorf und 129 im Gutsbezirk |
| 1871 | 303       | am 1. Dezember, davon 180 im Dorf (sämtlich Evangelische) und 123 im Gutsbezirk (sämtlich Evangelische) |
| 1885 | 292       | am 1. Dezember, davon 128 im Dorf (127 Evangelische, ein Katholik) und 164 im Gutsbezirk (sämtlich Evangelische) |
| 1890 | 285       | am 1. Dezember, davon 126 im Gemeindebezirk und 159 im Gutsbezirk |
| 1910 | 237       | am 1. Dezember, davon 93 im Gemeindebezirk und 144 im Gutsbezirk |
| 1925 | 274       | darunter 263 Evangelische und zwei Katholiken |
| 1933 | 332       | [ 23 ] |
| 1939 | 362       | [ 23 ] |

## Kirche

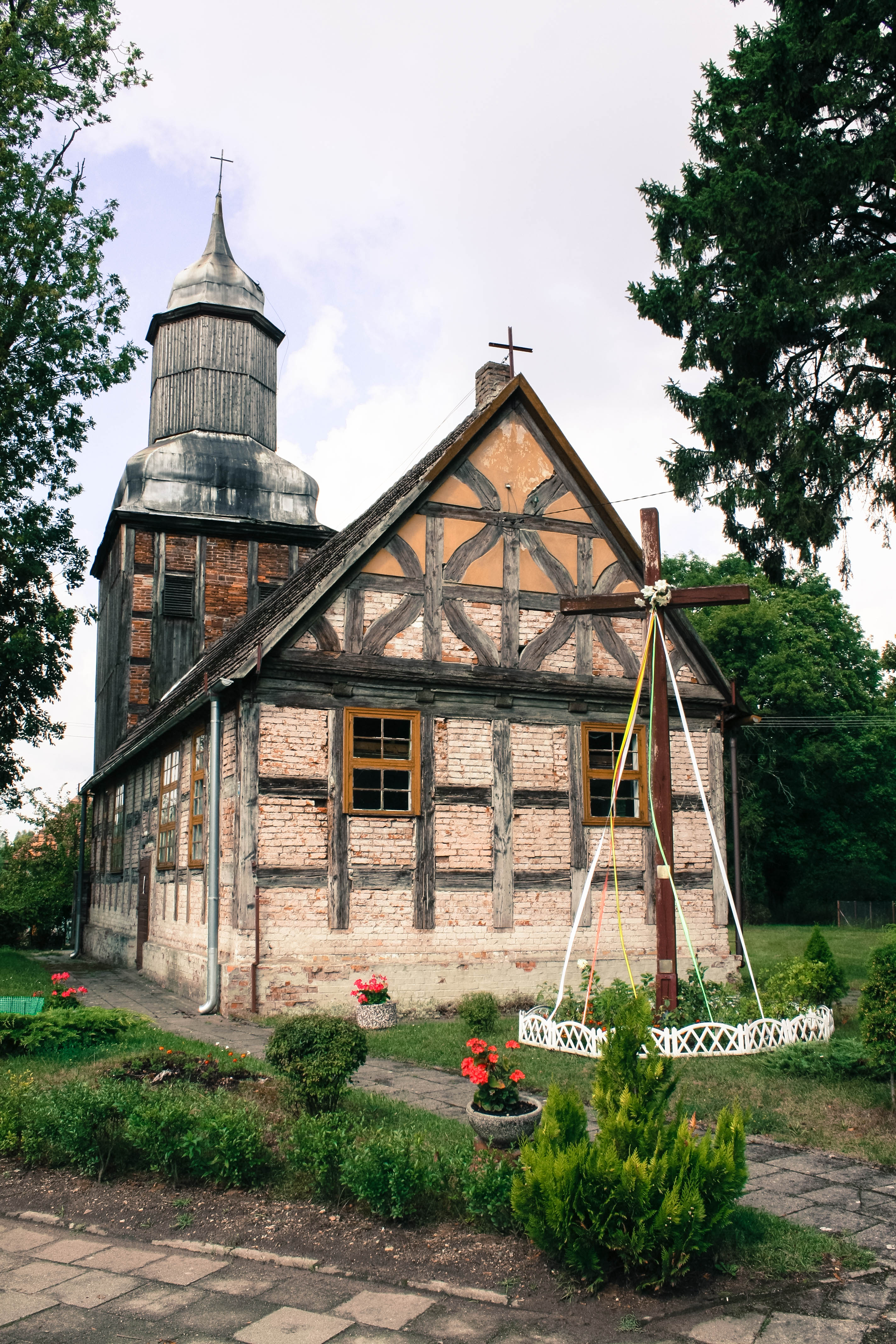
Fachwerk-Dorfkirche (2014), bis 1945 Gotteshaus der evangelischen Gemeinde Klein Mellen

Die bis 1945 anwesende Bevölkerung war mit wenigen Ausnahmen evangelisch. Das Kirchspiel hatte die beiden Filialen Welschenburg und Klausdorf. Die Pfarrei gehörte um die Wende vom 19. zum 20. Jahrhundert zur Diözese Dramburg und war mit den beiden Filialen für insgesamt 750 Seelen zuständig. Pfarrer war seit 1886 Hermann Friedrich Carl Krüger (* 3. Dezember 1858). Der Bestand an Kirchenbüchern reichte bis 1694 zurück.
Die nach Kriegsende zugewanderte polnische Bevölkerung ist größtenteils römisch-katholisch.